# فابريتسيو ميكولي
فابريزيو ميكولي (بالإيطالية: Fabrizio Miccoli)‏ (مواليد 27 يونيو 1979 في ناردو - إيطاليا) لاعب كرة قدم إيطالي يلعب حاليا لصالح نادي الدرجة الثالثة ليتشي الإيطالي منذ 2013 في مركز المهاجم كان يلعب سابقا في نادي باليرمو الإيطالي.

## روابط خارجية
- فابريتسيو ميكولي على موقع الاتحاد الأوربي (الإنجليزية)
- فابريتسيو ميكولي على موقع قاعدة بيانات كرة القدم.إي يو (الإنجليزية)
- فابريتسيو ميكولي على موقع ناشيونال فوتبول تيمز (الإنجليزية)
- فابريتسيو ميكولي على موقع Soccerway.com (الإنجليزية)
- فابريتسيو ميكولي على موقع عالم كرة القدم.نت (الإنجليزية)
- فابريتسيو ميكولي على موقع AS.com (الإسبانية)